# 讓·加斯東·達布
让·加斯东·达布（法語：Jean Gaston Darboux，1842年8月14日—1917年2月23日），法国数学家。他对数学分析（积分，偏微分方程）和微分几何（曲线和曲面的研究）作出了重要贡献。（譬如，参看线性偏微分方程）。他于1867年接替Michel Chasles成为教授团高等几何主席。在1889年到1893年，他是资深巴黎教授团成员。1903年，他當選為子午线局（Bureau des longitudes，法國經度局）的主席。他也是庞加莱的传记作者。
他于1876年获得科学院大奖，于1884年成为其成员。他在子午线局的继任是Paul Appell。他是1916年皇家学会西爾維斯特獎章的获得者。

## 以达布命名的概念及定理
- 达布积分
- 达布函数
- 孤立子理论中的达布变换
- 辛拓扑中的达布定理
- 实分析中的达布定理，和中值定理相关
- 克里斯托费尔－达布恒等式 （页面存档备份，存于）
- 克里斯托费尔－达布公式 （页面存档备份，存于）
- 达布公式 （页面存档备份，存于）
- 达布向量 （页面存档备份，存于）
- 欧拉－达布方程 （页面存档备份，存于）
- 欧拉－泊松－达布方程 （页面存档备份，存于）
- 达布三次式 （页面存档备份，存于）
- 达布（页面存档备份，存于）或者Goursat问题 （页面存档备份，存于）